# Hugo de Ibelín (fallecido en 1315)
Hugo de Ibelín (c. 1255-Kyrenia, 21 de junio de 1315) fue un noble chipriota. Representante de la influyente familia Ibelín en el reino de Chipre, fue uno de los participantes en la revuelta de los barones contra el rey Enrique II de Lusignan y el establecimiento de la regencia en 1306.
Hugo de Ibelín era el quinto y más joven hijo del senescal del reino de Chipre Balduino de Ibelín y Alicia de Bethsan. En 1303 o 1304 con autorización del papa Bonifacio VIII se casó con Alicia le Tor, hija de Juan le Tor.
Las actividades de Hugo de Ibelín en la corte real son desconocidas hasta 1306, cuando asumió un papel activo en la conspiración para deponer al enfermo rey Enrique II de Lusignan y el establecimiento de la regencia bajo su hermano Amalarico de Tiro. Uno de los líderes de la conspiración era su sobrino, Balián de Ibelín, quien poseía el título de príncipe de Galilea. Según la crónica de Leoncio Maqueras, Hugo de Ibelín en representación de los conspiradores leyó la carta en el palacio real el nombramiento y transferencia del control de la regencia del reino en manos de Amalarico de Tiro, el 26 de abril de 1306. Después Hugo de Ibelín fue un miembro del concilio del regente Amalarico.
Después del asesinato del regente Amalarico de Tiro en 1310 y el retorno del rey al poder, Hugo de Ibelín probablemente cayó en desgracia. En 1312, fue arrestado por orden del rey Enrique II y encarcelado en las mazmorras de Kyrenia, donde murió de hambre tres años después. La crónica de Amadi registra que Hugo de Ibelín fue encontrado muerto en una de las mazmorras de Kyrenia el 21 de junio (o el 21 de julio) de 1315. El cuerpo de Hugo fue enterrado en la iglesia de San Antonio.
Por su matrimonio con Alicia le Tor, Hugo tuvo tres hijos:
- Balduino (1304/1307);
- María (1304/1307-después de 1347), se casó en 1325 con Balduino de Bethsan;
- Margarita (1304/1307-después de 1343), se casó en aprox. 1320 con Balián de Ibelín, señor de Arsuf.